# Championnats du monde d'Ironman 70.3 2018
Navigation
Édition précédente Édition suivante
Les championnats du monde d'Ironman 70.3 2018 se déroulent les 1er et 2 septembre 2018 à Port Elizabeth en  Afrique du sud. Ils sont organisés par la World Triathlon Corporation. 

## Résumé de course
La 13e édition du championnat du monde Ironman 70.3 se déroule en Afrique du Sud à Nelson Mandela Bay. C'est la première fois que le championnat se déplace dans ce pays qui est le quatrième continent à l'accueillir après l'Amérique du Nord, l'Europe et l'Australie. Pour cette édition, les courses hommes et femmes sont différenciées, la course femme se tenant le samedi 1er septembre, la course hommes le lendemain. La bourse attribuée pour les sportifs est de 250 000 dollars dont 45 000 pour les vainqueurs de l'épreuve. L'épreuve féminine classe comme grande favorite, la tenante du titre Daniela Ryf. La Suissesse dont les performances du moment surclassent la plupart de ses concurrentes, ne laisse que des espoirs de seconde et troisième place à ses concurrentes les plus solides. L'épreuve masculine est plus ouverte avec un plateau de haut niveau où le tenant du titre Francisco Javier Gómez Noya doit affronter, le champion d'Europe d'Ironman de l'année et tenant du titre d'Ironman 70.3 en 2015, l'Allemand Jan Frodeno. Mais aussi le double champion olympique qui prend part désormais au circuit longue distance, le Britannique Alistair Brownlee dont les performances sur longue distance sont aussi de très haut niveau. Les épreuves se déroulent avec des conditions météorologiques clémentes, mer calme et vent léger offrent des conditions idéales pour une course rapide. 

### Daniela Ryf,4etitre
Daniela Ryf ajoute un quatrième titre de championne du monde à son prestigieux palmarès. L'épreuve qui est exclusivement féminine rassemble 1 600 compétitrices du monde entier. Lucy Charles est la première à s'extraire de la partie natation après avoir nagé pendant 1,9 kilomètres dans la baie Nelson Mandela. Elle possède alors 1 min 24 s sur un groupe de neuf triathlètes comprenant Daniela Ryf, Sarah True et Anne Haug pour les plus performantes. La Suissesse Daniela Ryf ne met que quelques kilomètres pour reprendre la Britannique Lucy Charles, les deux sportives creusent alors un écart de plus de cinq minutes avec leurs poursuivantes. Daniela Ryf est la première à poser le vélo à la seconde transition avec deux minutes d'avance. Les deux triathlètes commencent le semi-marathon quasiment en même temps. Toutefois, le rythme élevé de la Suissesse creuse un écart qui à mi-course a atteint la minute trente sur l'Anglaise, l'Allemande Anne Haug tenant la troisième position à sept minutes de la tête de course. Daniela Ryf n'est plus rejointe et franchit la ligne d'arrivée en vainqueur et remporte un nouveau titre de championne du monde d'Ironman 70.3. Lucy Charles prend la seconde place, Anne Haug la troisième.

### Jan Frodeno retour au sommet
L'Allemand Jan Frodeno remporte un second titre de champion du monde à l'issue d'une bataille sportive intense avec le double champion olympique le Britannique Alistair Brownlee et le tenant du titre, l'Espagnol Francesco Javier Gomez. L'Américain Ben Kanute est le premier à terminer la partie natation avec une maigre avance sur le groupe des professionnels de haut niveau capables d'emporter le titre. La partie vélo voit une stabilisation des positions et l'arrivée à la seconde transition met en place le final à venir entre les champions en titre auxquels s'est joint l'Australien Sam Appleton qui ne peut résister à la pression dès les premiers kilomètres de course à pied. La course à pied se résume en une course à trois où l'Allemand garde une courte avance sur le Britannique, suivi de près par l'Espagnol. Tous séparés d'une trentaine de mètres. Après de multiples attaques et résistances, Jan Frodeno finit par creuser un court écart avec Alistair Brownlee à 1 min 20 s, qui devance Javier Gomez de quelques mètres seulement. Les écarts ne se réduisent plus et Jan Frodeno ajoute à 37 ans un second titre de champion à son palmarès.

## Résultats du championnat du monde

### Top 10 - Hommes

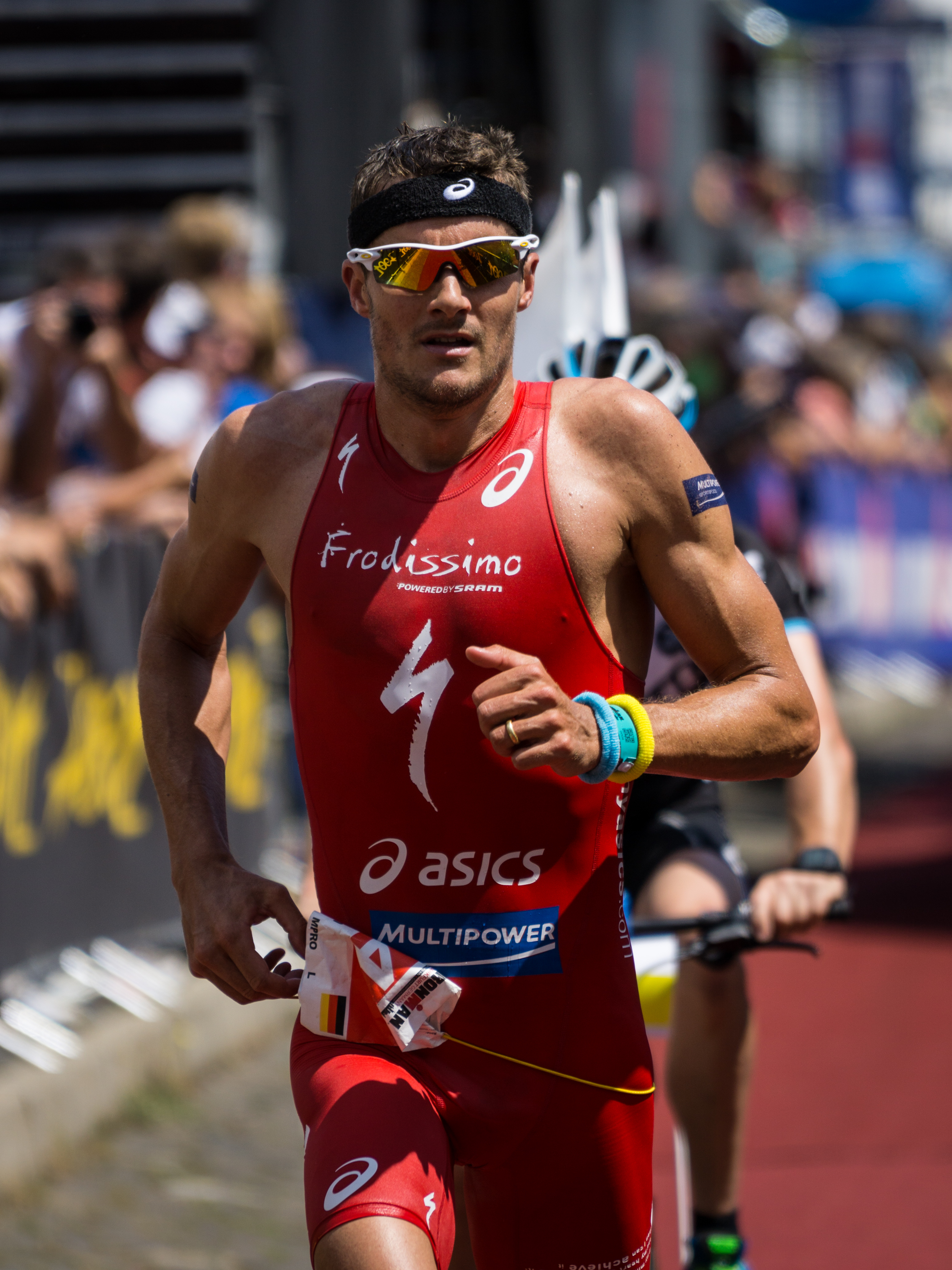
Jan Frodeno 2014 Ironman European Championship Frankfurt

| Pos.               | Temps           | Nom                    | Pays             | Détail temps | Détail temps | Détail temps    | Détail temps | Détail temps    |
| Pos.               | Temps           | Nom                    | Pays             | Natation     | T1           | Cyclisme        | T2           | Course à pied   |
| ------------------ | --------------- | ---------------------- | ---------------- | ------------ | ------------ | --------------- | ------------ | --------------- |
| Médaille d'or      | 3 h 36 min 31 s | Jan Frodeno            | Allemagne        | 21 min 54 s  |              | 2 h 4 min 29 s  |              | 1 h 6 min 34 s  |
| Médaille d'argent  | 3 h 37 min 42 s | Alistair Brownlee      | Royaume-Uni      | 21 min 58 s  |              | 2 h 4 min 30 s  |              | 1 h 7 min 40 s  |
| Médaille de bronze | 3 h 38 min 27 s | Francisco Javier Gómez | Espagne          | 21 min 57 s  |              | 2 h 4 min 37 s  |              | 1 h 8 min 16 s  |
| 4                  | 3 h 42 min 44 s | Ben Kanute             | États-Unis       | 21 min 53 s  |              | 2 h 4 min 37 s  |              | 1 h 13 min 38 s |
| 5                  | 3 h 43 min 6 s  | Pieter Heemeryck       | Belgique         | 22 min 23 s  |              | 2 h 4 min 16 s  |              | 1 h 13 min 0 s  |
| 6                  | 3 h 43 min 58 s | Sam Appleton           | Australie        | 21 min 59 s  |              | 2 h 4 min 22 s  |              | 1 h 13 min 57 s |
| 7                  | 3 h 48 min 12 s | Adam Bowden            | Royaume-Uni      | 22 min 0 s   |              | 2 h 11 min 56 s |              | 1 h 10 min 15 s |
| 8                  | 3 h 49 min 17 s | Braden Currie          | Nouvelle-Zélande | 21 min 58 s  |              | 2 h 9 min 15 s  |              | 1 h 14 min 6 s  |
| 9                  | 3 h 50 min 39 s | Michael Weiss          | Autriche         | 26 min 55 s  |              | 2 h 8 min 17 s  |              | 1 h 10 min 45 s |
| 10                 | 3 h 51 min 36 s | Rodolphe Von Berg      | États-Unis       | 22 min 55 s  |              | 2 h 10 min 59 s |              | 1 h 14 min 5 s  |
| Source:            |                 |                        |                  |              |              |                 |              |                 |

### Top 10 - Femmes

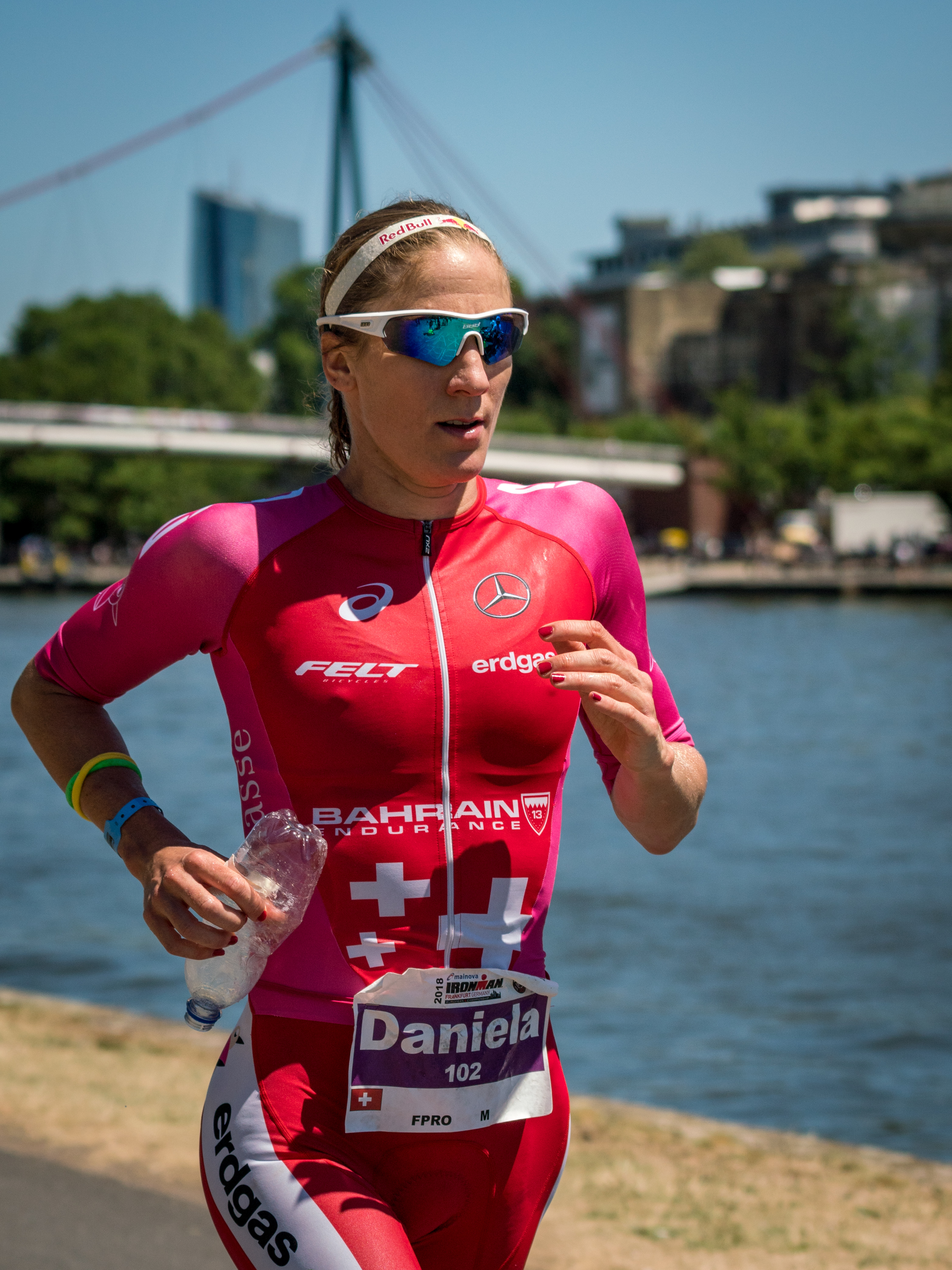
Daniela Ryf 2018 Ironman European Championship Frankfurt 2

| Pos.               | Temps           | Nom              | Pays           | Détail temps | Détail temps | Détail temps    | Détail temps | Détail temps    |
| Pos.               | Temps           | Nom              | Pays           | Natation     | T1           | Cyclisme        | T2           | Course à pied   |
| ------------------ | --------------- | ---------------- | -------------- | ------------ | ------------ | --------------- | ------------ | --------------- |
| Médaille d'or      | 4 h 1 min 12 s  | Daniela Ryf      | Suisse         | 24 min 24 s  |              | 2 h 15 min 27 s |              | 1 h 16 min 59 s |
| Médaille d'argent  | 4 h 4 min 58 s  | Lucy Charles     | Royaume-Uni    | 23 min 0 s   |              | 2 h 17 min 11 s |              | 1 h 20 min 36 s |
| Médaille de bronze | 4 h 7 min 21 s  | Anne Haug        | Allemagne      | 24 min 27 s  |              | 2 h 23 min 17 s |              | 1 h 15 min 11 s |
| 4                  | 4 h 13 min 44 s | Pâmella Oliveira | Brésil         | 24 min 25 s  |              | 2 h 23 min 18 s |              | 1 h 21 min 30 s |
| 5                  | 4 h 13 min 50 s | Radka Vodičková  | Tchéquie       | 24 min 25 s  |              | 2 h 23 min 30 s |              | 1 h 21 min 40 s |
| 6                  | 4 h 14 min 40 s | Imogen Simmonds  | Suisse         | 24 min 26 s  |              | 2 h 23 min 29 s |              | 1 h 22 min 34 s |
| 7                  | 4 h 14 min 57 s | Jeanni Seymour   | Afrique du Sud | 24 min 25 s  |              | 2 h 27 min 21 s |              | 1 h 19 min 9 s  |
| 8                  | 4 h 15 min 12 s | Ellie Salthouse  | Australie      | 25 min 44 s  |              | 2 h 25 min 55 s |              | 1 h 19 min 24 s |
| 9                  | 4 h 15 min 53 s | Emma Pallant     | Royaume-Uni    | 25 min 56 s  |              | 2 h 25 min 57 s |              | 1 h 20 min 5 s  |
| 10                 | 4 h 16 min 0 s  | Sarah True       | États-Unis     | 24 min 24 s  |              | 2 h 29 min 12 s |              | 1 h 17 min 59 s |
| Source:            |                 |                  |                |              |              |                 |              |                 |